# زانزان أتي أوديي
زانزان أتي أوديي (بالفرنسية: Zanzan Atte-Oudeyi)‏ (2 سبتمبر 1980 بلومي في توغو - ) هو لاعب كرة قدم توغولي في مركز الوسط، شارك في كأس الأمم الأفريقية 2006 وكأس الأمم الأفريقية 2002. وشارك مع منتخب توغو لكرة القدم. أما مع النوادي، فقد لعب مع إمباكت مونتريال وبيرسخوت إيه سي ونادي بروكسل ونادي لوكيرين وSatellite FC Abidjan ‏ وJS du Ténéré ‏ وCS Otopeni ‏ ومونتريال إمباكت (1992–2011).

## وصلات خارجية
- زانزان أتي أوديي على موقع الاتحاد الدولي (مؤرشف)  (الإنجليزية)
- زانزان أتي أوديي على موقع قاعدة بيانات كرة القدم.إي يو (الإنجليزية)
- زانزان أتي أوديي على موقع ناشيونال فوتبول تيمز (الإنجليزية)